# High Crusade – Frikassee im Weltraum
High Crusade – Frikassee im Weltraum ist ein Science-Fiction-Film, der auf dem Roman The High Crusade von Poul Anderson basiert. Der Film wurde von Roland Emmerich produziert und von den Münchner Filmhochschülern Klaus Knoesel und Holger Neuhäuser gedreht. Die Außenaufnahmen entstanden auf der Laufenburg in Langerwehe (Kreis Düren).

## Handlung
Der frisch mit Lady Catherine vermählte englische Ritter Sir Roger steht 1345 kurz vor dem Aufbruch zum Kreuzzug nach Jerusalem, als plötzlich ein Raumschiff vor der Burg landet. Den Rittern gelingt es, die feindlich gesinnten Außerirdischen zu besiegen und deren Raumschiff in Besitz zu nehmen. Der einzige überlebende Außerirdische wird gezwungen, die Ritter mit dem Raumschiff nach Jerusalem zu bringen, er steuert das Schiff jedoch zurück zu seinem Heimatplaneten, wo es zu einer weiteren Konfrontation kommt.

## Kritiken
„Roland Emmerich ("Der Patriot") besaß die Filmrechte an Paul Andersons Roman "Die Kreuzritter". Mit der Regie beauftragte er die Filmhochschüler Klaus Knoesel und Holger Neuhäuser. Sie sollten eine internationale Sci-fi-Komödie auf hohem technischen Niveau drehen. Tatsächlich: Ihre Tricks gelangen gut, nur beim Humor hapert es.“

„Mißglückter Versuch einer Mischung aus Science-Fiction- und Ritterfilm-Satire. Humor auf dem Niveau pubertärer Pennälerwitze und eine voraussehbare Geschichte führen zu zunehmender Langeweile. Beachtlich ist die technische Ausstattung.“

## Sonstiges
Die von der Firma Magicon für den Film gestalteten Raumschiffkulissen fanden später Wiederverwendung als Dekorationselemente im Münchner Techno-Club Ultraschall I. Der Film startete am 2. Juni 1994 in den deutschen Kinos.